# Bachíniva
Bachiniva är en ort i Mexiko.   Den ligger i kommunen Bachíniva och delstaten Chihuahua, i den nordvästra delen av landet, 1 300 km nordväst om huvudstaden Mexico City. Bachiniva ligger 2 021 meter över havet och antalet invånare är 5 843.
Terrängen runt Bachiniva är platt åt nordost, men åt sydväst är den kuperad. Runt Bachiniva är det mycket glesbefolkat, med 6 invånare per kvadratkilometer. Bachiniva är det största samhället i trakten. Trakten runt Bachiniva består i huvudsak av gräsmarker.